# ريفاس أوربانيتساسيونيس (محطة مترو أنفاق مدريد)
ريفاس أوربانيتساسيونيس (بالإسبانية: Rivas Urbanizaciones)‏ هي محطة مترو أنفاق في مدريد في إسبانيا، تقع على الخط رقم 9.